# Ромако, Антон

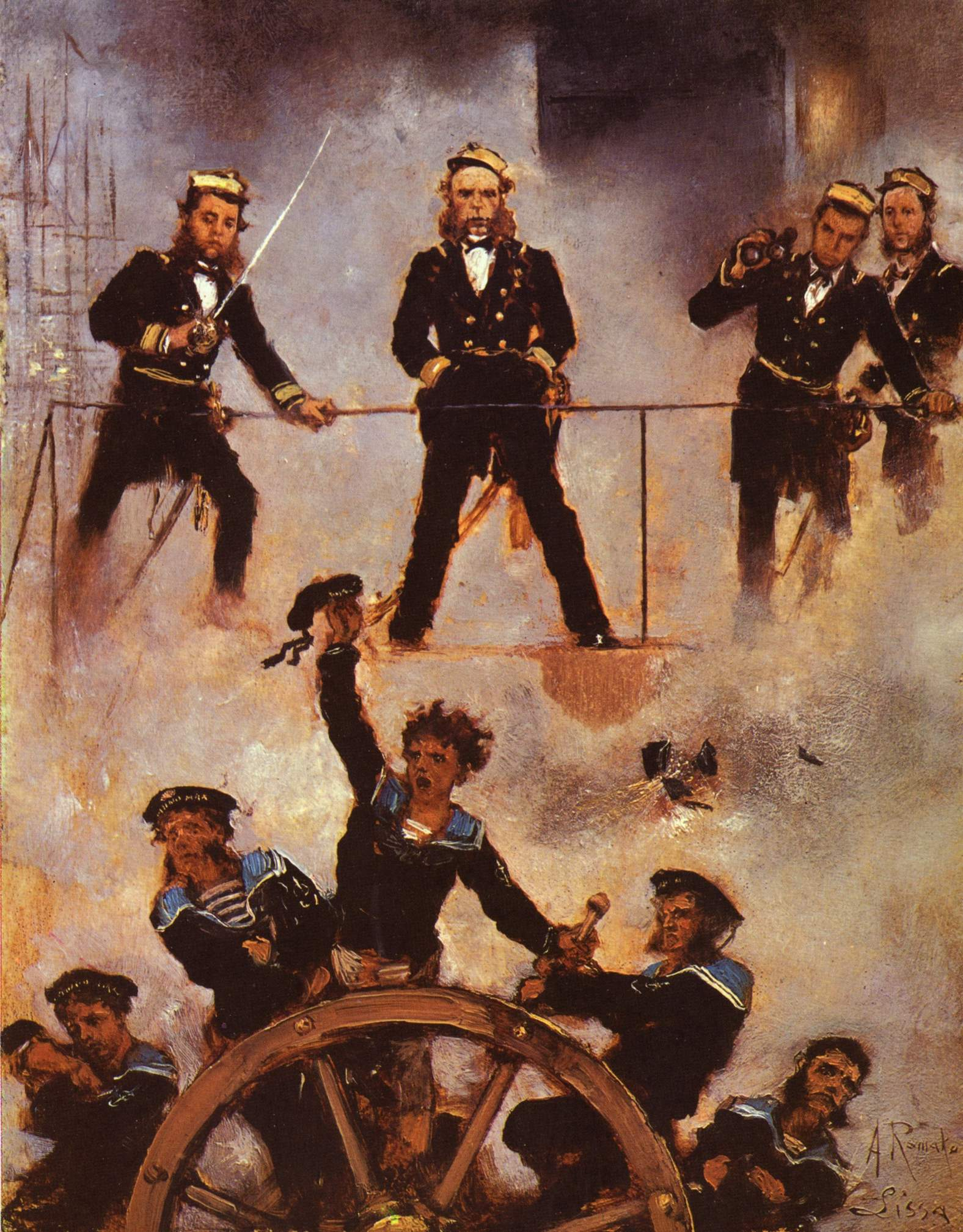
Антон Ромако."Адмирал Тегетгофф в битве при Лиссе" (1878—1880)

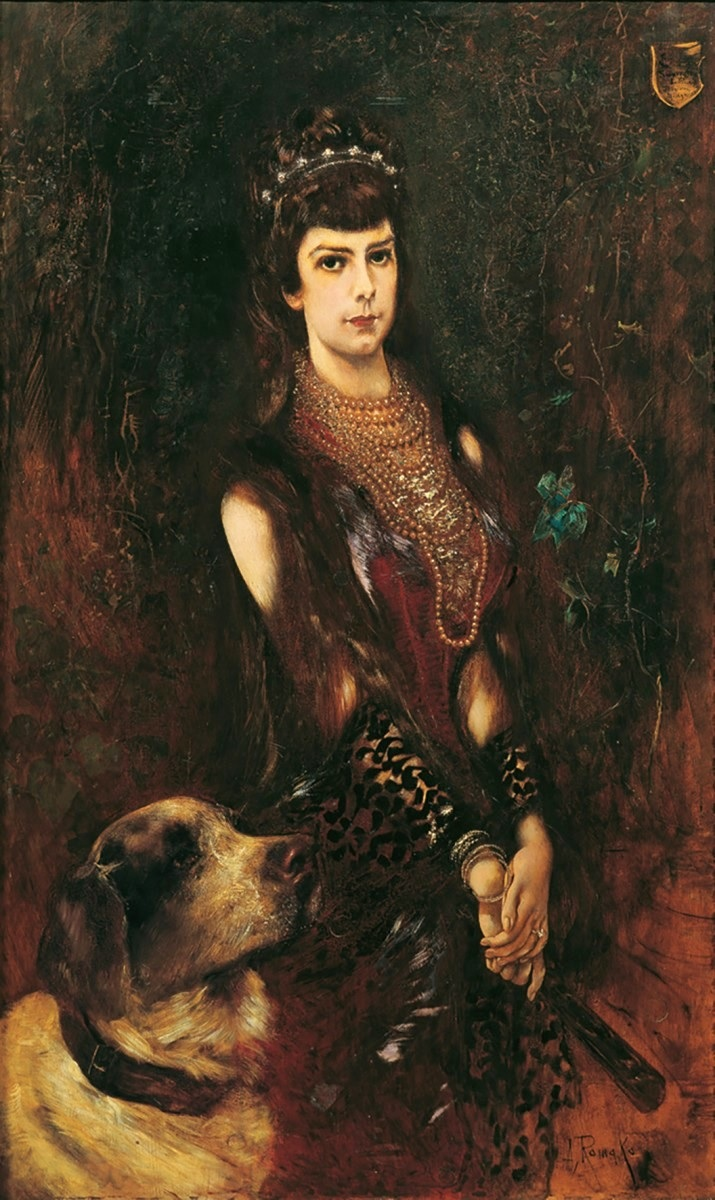
Антон Ромако. «Императрица Елизавета» (1883)

Антон Ромако (нем. Anton Romako, 20 октября 1832, Вена — 8 марта 1889, Вена) — австрийский художник. Картины экспонируются в венской Галерее Бельведер.

## Биография
Антон Ромако родился в Ацгерсдорфе (сейчас в составе Вены). Незаконный сын фабриканта Йозефа Леппера (Josef Lepper) и Елизаветы Марии Анны Ромако (Elisabeth Maria Anna Romako). Изучал живопись в Венской Академии (1847—1849), но его учитель Фердинанд Георг Вальдмюллер считал его бесталанным. Позже учился в Мюнхене (1849) у Вильгельма фон Каульбаха, затем в Венеции, Риме и Лондоне. В начале 1850-х годов брал частные уроки у Карла Раля в Вене, чей стиль перенял. В 1854 году начал путешествие по Италии и Испании, а в 1857 году поселился в Риме, где рисовал портреты, жанровые сценки и пейзажи для местных иностранцев.
В 1862 году женился на Софи Кёбель (Sophie Köbel), дочери архитектора Карла Кёбеля, у Антона и Софи родилось пятеро детей, но в 1875 году их брак распался из-за измены Софи. В 1876 году Ромако вернулся в Вену, но не смог успешно противостоять новому стилю, представленному Гансом Макартом, жил в основном на содержании у богатых покровителей, таких как граф Кюфштейн (Kuefstein). Антон ездил на обучение в Венгрию, Италию и Францию, в 1882—1884 годах проживал попеременно в Париже и Женеве. В 1887 году две его дочери, Матильда и Мария, покончили жизнь самоубийством, от этого удара Ромако не смог оправиться до конца жизни. Последние годы жизни провёл в нищете недалеко от Вены, где умер в 1889 году. Ромако был похоронен на Центральном кладбище Вены.
В 1953 году в честь художника была названа улица (Romakogasse) в его родном Ацгерсдорфе. Картина Ромако «Битва при Лизе» послужила прообразом для памятных монет в 20 евро, посвящённых броненосному фрегату «Эрцгерцог Фердинанд Макс», выпущенных 15 сентября 2004 года.
Брат Антона Йозеф фон Ромако (Joseph von Romako) был кораблестроительным инспектором в австро-венгерском военно-морском флоте.

## Работы
Ромако написал много пейзажей (например в Бад-Гаштайне) в духе Барбизонской школы, но известен в основном своими портретами и историческими полотнами. Ранние работы демонстрируют влияние бидермейерского реализма, тогда как поздние произведения выполнены в стиле экспрессионизма. Только через 10 лет после смерти художника его произведения были пересмотрены и высоко оценены.
Сейчас Ромако считается одним из наиболее интересных художников эпохи Рингштрассе, творчество Ромако оказало большое влияние на молодого Оскара Кокошку. Многие картины Ромако выставлены в венской Галереи Бельведер.
Знаменитый портрет, отражающий эксцентрический характер императрицы Елизаветы, не был признан современниками художника. На наиболее известной картине художника «Адмирал Тегетгофф в битве при Лиссе» изображены адмирал и команда корабля «Эрцгерцог Фердинанд Макс», идущего на таран итальянского флагмана.